# Малай — Сакар — Керкі
Малай — Сакар — Керкі — трубопровідна система, яка подала блакитне паливо до ряду регіонів на сході Туркменістану.
Велике, як для Туркменістану, місто Чарджоу вперше отримало блакитне паливо у 1981 році через короткий трубопровід від розташованого поруч родовища Сакар. Втім, оскільки розміри останнього були незначні та не могли забезпечити стале газопостачання, в подальшому сюди вивели газопровід від розташованого за вісім десятків кілометрів на південний захід родовища Малай (введене в розробку у другій половині 1980-х). Крім того, по лівобережжю Амудар'ї проклали газопровід завдовжки не менш ніж 195 км до міста Керкі.
В часи існування СРСР розташовані на крайньому сході Туркменістану райони мали сполучення лише із узбецькою газотранспортною системою, зокрема, розробка нафтогазоконденсатного родовища Яшилдепе (в межах Узбекистану — Кокдумалак) відбувалась через споруджену на узбецькій стороні інфраструктуру. На початку 2000-х в Туркменістані спорудили одразу два мостові переходи газопроводів через Амудар'ю — один північніше від Чарджоу для ділянки трубопроводу Сейді — Ости, а другий південніше для відгалуження, яке брало початок від ділянки Сакар — Керкі та прямувало у напрямку Яшилдепе (на той момент туркменська сторона готувалась до самостійної розробки своєї частини транскордонного родовища). Довжина цього відгалуження, яке стало до ладу в 2001-му, становила не менше 54 км, з яких 5 км припали на перехід через долину річки. Безпосередньо русло газопровід долав за допомогою 20 спарених залізобетонних опор завдовжки по 24 метра. Більшу частину робіт за цим проектом (включаючи перехід) виконала українська компанія «Укргазбуд».
Відгалуження дозволило покращити забезпечення газом правобережних районів, доставка блакитного палива до яких відбувається по трубопроводу Яшилдепе — Бурдалик — Ходжамбаз. Що стосується самого Яшилдепе, то воно ще до запуску установки підготовки було передане у другій половині 2000-х китайській компанії CNPC. Остання реалізовувала мегапроект газопроводу Центральна Азія — Китай, для забезпечення якого ресурсом також проклали трубопровід Малай — Багтиярлик, що перетнув Амудар'ю в тому ж місці, де й відгалуження від Малай — Сакар — Керкі (втім, у цьому випадку обрали підземний варіант із застосуванням технології спрямованого горизонтального буріння).
Можливо також відзначити, що в 2014-му поблизу Чарджоу з'явився новий великий споживач блакитного палива — ТЕС Лебап.